# ومی (اورگن)
ومی (به انگلیسی: Wemme) یک منطقهٔ مسکونی در ایالات متحده آمریکا است که در شهرستان کلاکاماس، اورگن واقع شده‌است.